# Shelley Hallett
Shelley Hallett (ur. 12 kwietnia 1964) – australijska judoczka.
Uczestniczka mistrzostw świata w 1987. Złota medalistka mistrzostw Oceanii w 1983 i 1990. Mistrzyni Australii w 1981, 1987 i 1990 roku.